# Berberidopsidaceae
Berberidopsidaceae — родина квіткових рослин. Така родина лише нещодавно була визнано багатьма систематиками: залучені рослини часто вважалися такими, що належать до родини Flacourtiaceae.
Система APG II 2003 року (без змін у порівнянні з системою APG 1998 року) справді розпізнає цю родину, не впорядковану за порядком і лише приписану до ядра клади евдикотів. Родина складається з одного або двох родів, Berberidopsis з двома видами (B. beckleri та B. corallina) і Streptothamnus з одним видом (S. moorei).
Проте APG II згадує про можливість визнання порядку Berberidopsidales, який включатиме дві родини Aextoxicaceae та Berberidopsidaceae. Система APG III 2009 року офіційно визнала порядок Berberidopsidales і помістила в нього Aextoxicaceae і Berberidopsidaceae.